# Emise (ekologie)
Emise (z latinského emittere) – zářiče, znečišťovatelé – jsou látky znečišťující ovzduší. Maximální koncentraci mají u svého zdroje (komín, výfuk, ...), jejich koncentrace se postupně snižuje mísením se vzduchem aj.
Mohou být přírodního nebo antropogenního původu.
Mezi časté emise patří oxidy dusíku a síry.